# Live Johnny Winter And
Live Johnny Winter And is een livealbum van de Amerikaanse rock- en blueszanger/gitarist Johnny Winter en zijn band die And wordt genoemd.

## Achtergrond
Dit album bestaat hoofdzakelijk uit covers van oude rock-'n-roll- en bluesnummers. Het enige nummer dat Johnny Winter zelf geschreven heeft, is Mean town blues. Op deze plaat staan vooral stevige rocknummers en het slow-bluesnummer It’s my own fault. Er vinden pittige gitaarduels plaats tussen de beide leadgitaristen Johnny Winter en Rick Derringer.
Good morning little schoolgirl is geschreven door Sonny Boy Williamson en onder meer gecoverd door Ten Years After, Grateful Dead, Junior Wells, The Derek Trucks Band, Lightnin' Hopkins en Rod Stewart. It’s my own fault is van John Lee Hooker en B.B. King. Jumpin’ Jack Flash is bekend van de Rolling Stones. Johnny B. Goode is van de hand van Chuck Berry en voor het eerst opgenomen in 1958. Op het album staat een rock 'n' roll medley, bestaande uit Great Balls of Fire (Jerry Lee Lewis), Long Tall Sally (Little Richard) en Whole lotta shakin’ going on (Big Maybelle).

## Tracklisting
1. Good morning little schoolgirl  (Sonny Boy Williamson) – 4:35
2. It's my own fault (Jules Taub, Riley King) – 12:14
3. "Jumpin’ Jack Flash" (Mick Jagger, Keith Richards) – 4:26
4. Rock and roll medley – 6:46
  - Great Balls of Fire (Otis Blackwell, Jack Hammer)
  - Long Tall Sally (Enotris Johnson, Robert Blackwell, Richard Penniman)
  - Whole Lotta Shakin' Goin' On (Dave Williams)
  - Mean town blues (Johnny Winter) – 8:59
5. "Johnny B. Goode" (Chuck Berry) – 3:22

## Muzikanten
- Johnny Winter – zang, gitaar
- Rick Derringer – zang, gitaar
- Randy Jo Hobbs – zang, bas
- Bobby Caldwell – drumstel, percussie

Rick Derringer heeft eerder in de band The McCoys  gespeeld (bekend van het liedje Hang on Sloopy). Hij heeft later een solo-hit gehad met Rock ’n roll hoochie koo.
Randy Jo Hobbs heeft onder meer gespeeld in The McCoys en The Edgar Winter Group.
Bobby Caldwell heeft gedrumd in de rockbands Captain Beyond, Armageddon en Rick Deringer’s All American Boy. Hij speelt ook mee op Rock ’n roll hoochie koo.

## Productie
Dit album is geproduceerd door Johnny Winter en Rick Derringer. De techniek is verzorgd door Murray Krugman, Jim Reeves, Jim Greene, Tim Geelan, Ronnie Albert, Howie Albert en Russ Payne. De fotografie is van Norman Seeff en de albumhoes is ontworpen door Dick Mantel en Norman Seeff. Dit album is opgenomen in het najaar van 1970 in Bill Grahams Filmore East in (New York) en Pirates World in Dania (Florida). In Fillmore East zijn ook livealbums opgenomen van The Allman Brothers, Crosby, Stills & Nash (& Young), Grateful Dead, Jefferson Airplane, The Who, Frank Zappa en veel andere muzikanten.
AllMusic waardeerde dit album met drie en een halve ster (maximum is vijf). Recensent Bruce Eder schrijft in die recensie: In its time, this was an enormously popular livealbum, especially among high-school kids just starting to discover blues-rock in the early '70s.